# نورة الكتبي
نورة الكتبي (من مواليد 3 ديسمبر 1992)، هي رياضية بارالمبية من الإمارات العربية المتحدة. فازت بالميدالية الفضية في حدث دفع الجلة للسيدات في دورة الألعاب البارالمبية الصيفية 2016 التي أقيمت في ريو دي جانيرو، البرازيل.

## المسيرة الرياضية

نالت نورة الميدالية الفضية في رمي الصولجان في بطولة العالم للشباب "الايواز" التي استضافتها الإمارات العربية المتحدة عام 2011، وفي عام 2012 فازت الكتبي بالميدالية الذهبية في بطولة العالم للشباب لألعاب القوى، التي أقيمت في التشيك، كما نالت في ذات العام فضية الصولجان في ملتقى العين الدولي الثالث، والذي أقيم في الإمارات، وفي عام 2013 فازت بذهبية الصولجان في دورة الألعاب الثالثة لرياضة المرأة بدول مجلس التعاون الخليجي بدولة البحرين، وفي عام 2014 احرزت الكتبي فضيتين: في الألعاب العالمية للشباب في المملكة المتحدة، وفي الألعاب الآسيوية البارالمبية في كوريا الجنوبية.
ومثلت نورة الإمارات العربية المتحدة في دورة الألعاب البارالمبية الصيفية لعام 2016 التي أقيمت في ريو دي جانيرو، البرازيل. فازت بالميدالية الفضية في حدث رمي الكرة للسيدات F32. وسجلت رقمًا أسيويًا جديداً بعد منافسة قوية في هذه الدورة  شاركت أيضًا في حدث رمي نادي السيدات حيث احتلت المركز السادس.
في عام 2019، احتلت المركز الرابع في كل من منافسات للسيدات ورمي نادي السيدات F32 في بطولة العالم لألعاب القوى لذوي الإعاقة 2019 التي أقيمت في دبي، الإمارات العربية المتحدة. نتيجة لذلك تأهلت لتمثيل الإمارات العربية المتحدة في دورة الألعاب البارالمبية الصيفية 2020 في هذه الأحداث.
احتلت المركز السادس في حدث F32 لنادي السيدات في دورة الألعاب البارالمبية الصيفية 2020 التي أقيمت في طوكيو، اليابان. والمركز الرابع في حدث F32 للسيدات.
في عام 2022 فازت الكتبي بالميدالية الذهبية في بطولة فزاع الدولية لألعاب القوى لأصحاب الهمم، والتي أقيمت على مضمار نادي دبي لاصحاب الهمم بمشاركة 500 لاعب ولاعبة من 43 دولة. وفي 2023 فازت الكتبي بالميدالية الذهبية في دورة الألعاب البارالمبية الآسيوية في دفع الجلة فئة (F32) التي أقيمت على مضمار ملعب هوانج لونج محققة مسافة 5.94 متر. وفي 2024 احتلت الكتبي المركز الخامس في نهائيات دفع الجلة فئة (F32) محققة 5.92 متر في افضل محاولاتها، وذلك على مضمار "ستاد دي فرانس" ضمن دورة الالعاب البارالمبية (باريس 2024) المقامة بالعاصمة الفرنسية باريس.
ونظراً للإنجازات الرياضية التي حققتها نورة الكتبي على المستوي المحلى والدولي، فقد نالن العديد من الجوائز والتكريمات ومنها جائزة الشيخة فاطمة بنت مبارك للمرأة الرياضية.

## الإنجازات الرياضية
| العام | المسابقة                                                     | المكان                   | المركز                   | ملاحظات |
| ----- | ------------------------------------------------------------ | ------------------------ | ------------------------ | ------- |
| 2011  | بطولة العالم للشباب "الأيواز"                                | الإمارات العربية المتحدة | الثاني والميدالية الفضية |         |
| 2012  | بطولة العالم للشباب لألعاب القوى                             | جمهورية التشيك           | الاول والميدالية الذهبية |         |
| 2012  | ملتقى العين الدولي الثالث                                    | الإمارات                 | الثاني والميدالية الفضية |         |
| 2013  | دورة الألعاب الثالثة لرياضة المراة بدول مجلس التعاون الخليجي | البحرين                  | الأول والميدالية الذهبية |         |
| 2014  | الألعاب العالمية للشباب                                      | المملكة المتحدة          | الثاني والميدالية الفضية |         |
| 2014  | الالعاب الآسيوية البارالمبية                                 | كوريا الجنوبية           | الثاني والميدالية الفضية |         |
| 2016  | دورة الألعاب البارالمبية الصيفية                             | البرازيل                 | الثاني والميدالية الفضية |         |
| 2019  | بطولة العالم لألعاب القوى لذوي الإعاقة                       | الإمارات                 | الرابع                   |         |
| 2020  | دورة الالعاب البارالمبية الصيفية                             | اليابان                  | السادس                   |         |
| 2022  | بطولة فزاع الدولية لالعاب القوى لأصحاب الهمم                 | الإمارات                 | الأول والميدالية الذهبية |         |
| 2023  | دورة الألعاب البارالمبية الآسيوية                            | هوانج لونج               | الأول والميدالية الذهبية |         |
| 2024  | الألعاب البارالمبية الصيفية                                  | باريس                    | الخامس                   |         |